# Китой
Китой (рос. Китой, бур. Кхүти) — річка у Бурятії та Іркутській області Росії, ліва притока Ангари, басейн Єнісею.

## Загальна інформація
Довжина річки — 316 м, площа басейну — 9 190 км². Починається з двох витоків у Східному Саяні. Протікає між Китойськими і Тункінськими Гольцями. У нижній течії має широку заболочену долину. Середньорічна витрата води в гирлі близько 115 м³/с, найбільша — 2 340 м³/с. Замерзає у другій половині жовтня, скресає у кінці квітня — на початку травня. Лісосплавна. На річці розміщене м. Ангарськ. Живлення змішане, з перевагою дощового (60 %). Ще 30 % становить ґрунтове підземне живлення, решта припадає на снігове живлення.
Швидкість течії — від 0,5 до 2 м/с, глибина — 1,5 м, іноді русло досягає 250 м у ширину. Мілини та косяки встелені галькою, біля розмитих узбереж накопичуються відмерлі чагарники. До Китою впадає близько 200 водойм загальною довжиною 5 332 км. Основні притоки: Горлик-Гол, Шумак, Сарамта, Федюшкіна Річка, Березівка, Картагон та інші.
У місці витоку, в Бурятії, це невеликий рівчак, який, при переході через кордон Іркутської області, виходить з гористої місцевості на рівнину, де перетворюється у широку водойму. За характером течії Китой відносять до річок з численними літніми паводками, позаяк весняний паводок бурхливий, але короткочасний. Впадає до Ангари нижче греблі Іркутської ГЕС.

## Назва та історія
На думку філологів, назва пов'язана з племенами кетів (хетів), що проживали на її берегах. За переказами, на тунгуському й тофаларському діалектах «китой» означає «вовча паща».
У 1825 році організовано пошукову експедицію до річок Іркутського округу, яка знайшла, в тому числі у басейні Китою, золотоносні шари, після чого організувалися артілі золотодобувників.

## Рослинний і тваринний світ
Річка протікає через гірські висоти понад 3 тис. м — типові альпійські вершини з гострими гребенями без рослинності. У хвойних лісах басейну річки водяться бурі ведмеді, росомахи, куниці, вовки, бурундуки, копитні тварини (лосі, сибірські олені ізюбри, козулі), у річках — минь, харіус, таймень, окунь, щука.

## Антропогенний вплив
В долині розвинуте мисливство, насамперед на хутряну звірину, як то соболь чи куниця. У прибережних зонах багато ягід — чорниці, жимолость, обліпиха — та грибів, які збирає місцеве населення.
Раніше річку використовували для сплавляння лісу на деревообробне підприємство. Згодом сплав визнали невигідним та шкідливим і заборонили. В долині річки розробляють родовища золота та заготовляють деревину, в основному березу й сосну. На річці збудовано 5 мостів, один з них дуже давній, дерев'яний, використовується пішоходами. Є новий автомобільний перехід на трасі М53 та залізнична магістраль. Взимку діють переправи по льоду. На річці, окрім Ангарська, розміщуються села Октябрський, Розділля, Одинськ, Архієреївка, Стара Ясачна та інші.